# 新小倉橋

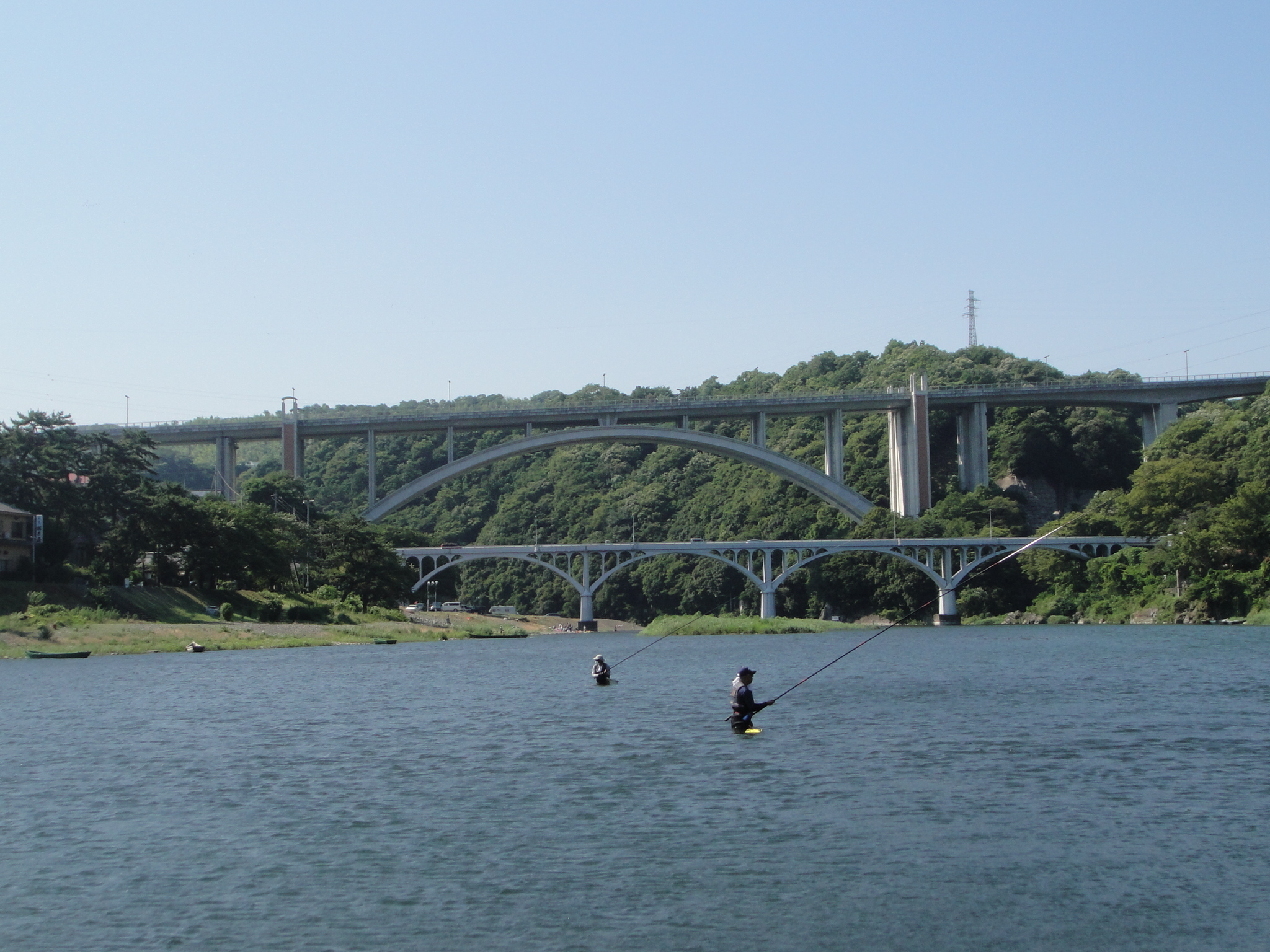
新小倉橋と小倉橋（手前）

新小倉橋（しんおぐらばし）は、神奈川県相模原市緑区の神奈川県道510号長竹川尻線（津久井広域道路）にあり、相模川に架かる道路橋である。

## 概要
1938年（昭和13年）に開通した小倉橋は、道路幅が4.5 mと狭く、一車線しかない道幅のため交互通行を強いられ、朝の通勤時や行楽シーズンなどには渋滞が発生していた。そのため、約100 m上流に地域住民の悲願でもあった、4車線の新小倉橋を建設することとなり、1989年（平成元年）に着工し、2000年（平成12年）3月竣工、2004年（平成16年）3月6日に16年目にしてようやく開通した。
小倉橋より標高の高い地点に大径間の橋梁を建設するために、小倉橋と新小倉橋が重なる景観に十分配慮し、各部位を軽快に見えるようにデザインされている。架設工法は建設時は日本での施工事例がほとんど無かったピロン工法を用いるなど、当時の最新工法が用いられた。
また、毎年夏の短期間の夜に、小倉橋と共に新小倉橋のライトアップが行われており、幻想的な光に照らし出される橋を見ることができることでも知られている。

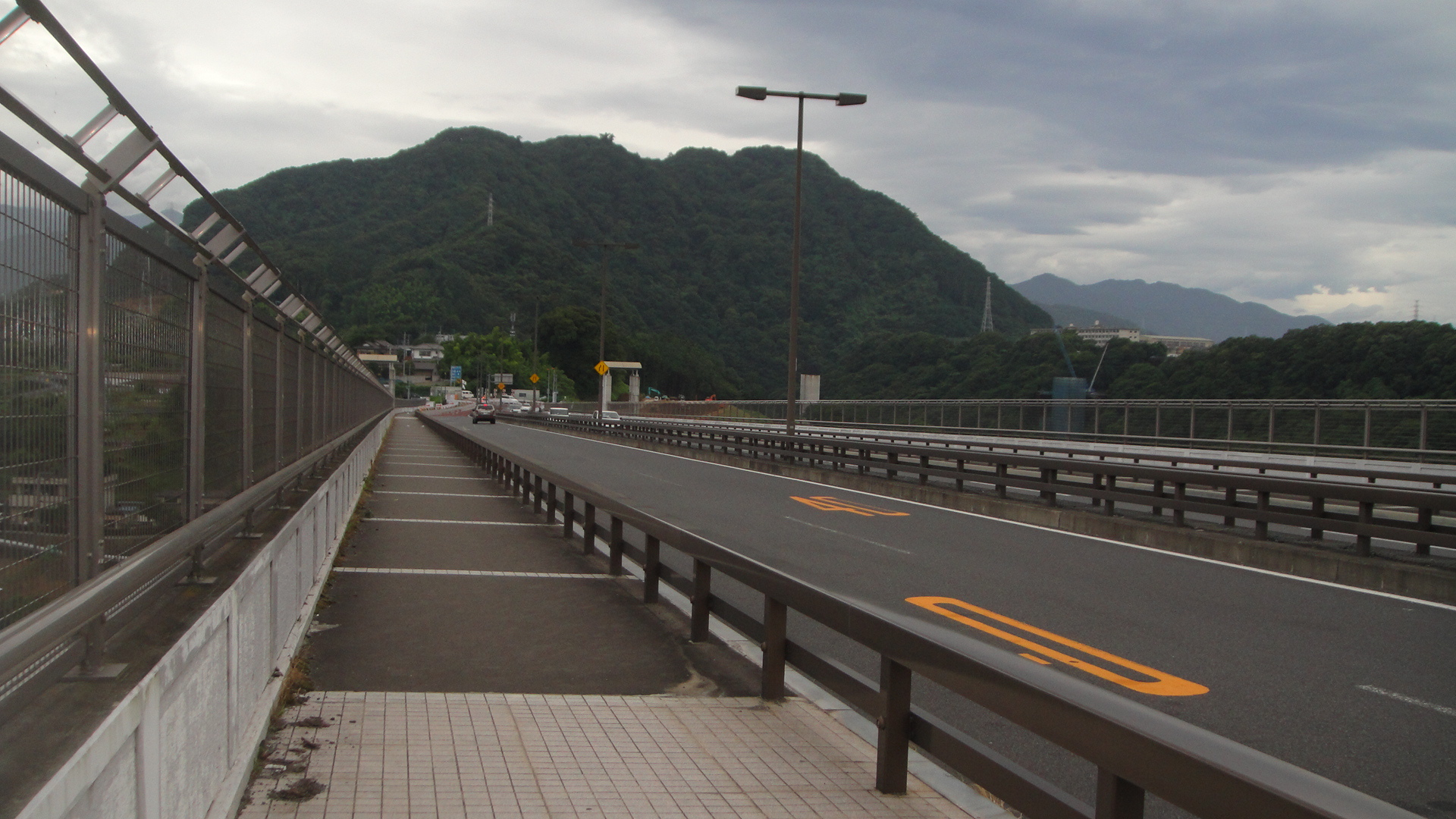
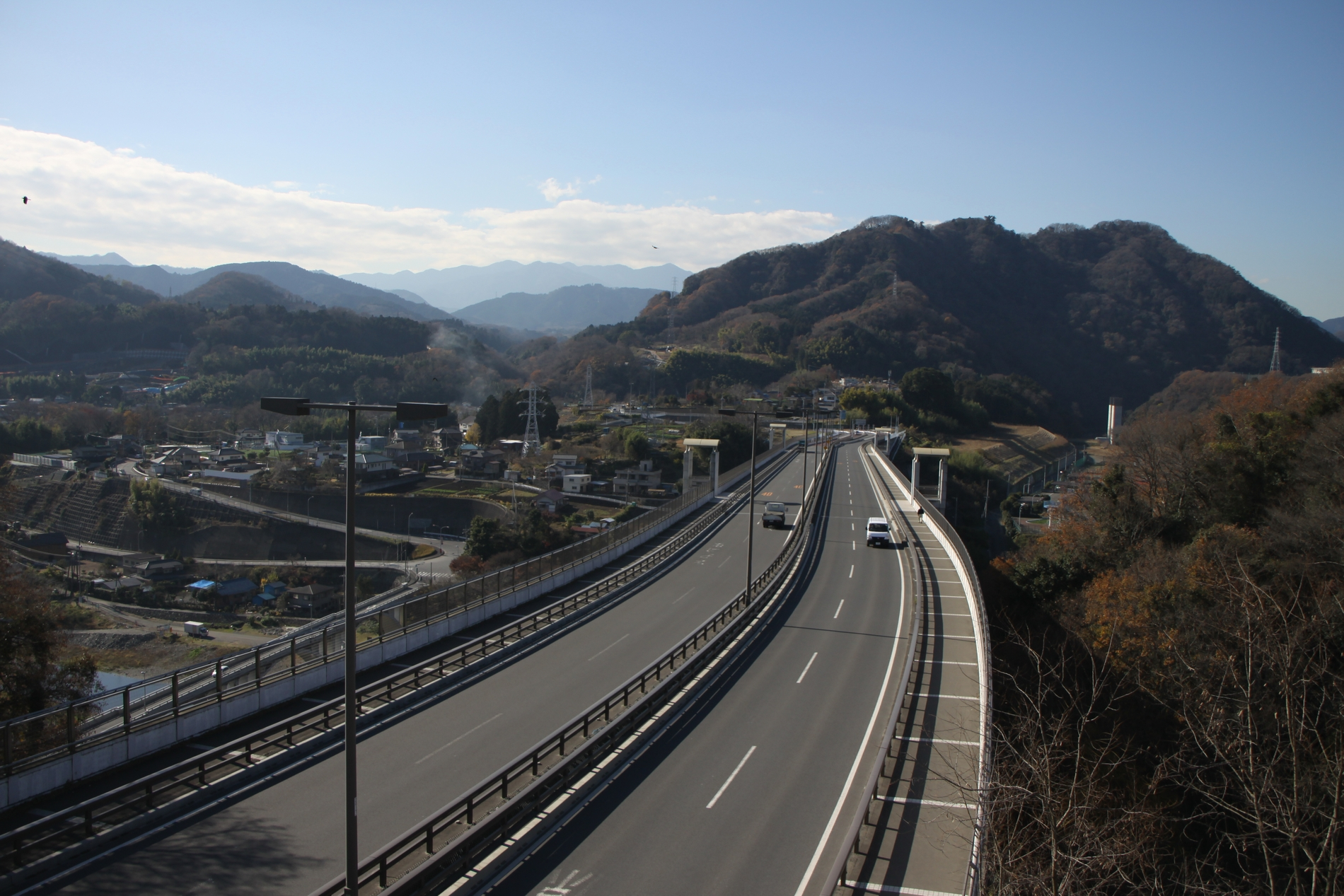

## 構造諸元
- 用途：道路橋
- 活荷重：B活荷重
- アーチ支間：150.0 m
- PC定着工法：VSL工法、ディビダーク工法
- 架設補助工法：斜吊り材を用いた張出し工法（ピロン工法）

## 位置
- 北緯35度35分14.7秒 東経139度17分54.5秒 / 北緯35.587417度 東経139.298472度
- 八王子［南西］ - 地理院地図
- 新小倉橋 - Google マップ

## 近隣の橋
（上流）- 三井大橋 - 城山大橋（城山ダム） - 城山橋 - 新小倉橋 - 小倉橋 - 高田橋 - 相模川水路橋 - 新昭和橋 -（下流）